# Millena Machado
Millena Machado (São José dos Campos, 17 de setembro de 1980) é uma apresentadora brasileira formada pela Faculdade Cásper Líbero.
Millena Machado é uma profissional de mídia eletrônica, começou no Rádio, migrou para a Internet e já soma mais de 15 anos de experiência só em TV. Nas oito Emissoras (RIT, TV OAB, IPCTV, Rede 21, RedeTV!, BandNews TV, TV Bandeirantes e TV Globo) pelas quais passou, atuou nas mais diversas áreas: apuração, produção, edição, reportagem e apresentação, muitas vezes até acumulando funções e responsabilidades, inclusive nas horas de pressão. 
Como âncora de telejornais no Canal a cabo BandNews TV, narrou ao vivo em rede nacional a ida ao espaço do primeiro astronauta brasileiro, Marcos Pontes, a bordo da nave russa Soyus, em 2006. Ancorou o desastre com avião da TAM (2007) em São Paulo por 7 horas ininterruptas. Um dia na historia da comunicação no Brasil, telefonia e internet em colapso, o pais inteiro querendo saber sobre esta tragédia e a Infraero sem certeza de nada. Na TV eram só chamas ou escuridão. Sem apoio de TP (teleprompter) ou de ponto eletrônico no ouvido, ela teve apenas a própria memória os anteriores incidentes naquela mesma pista e seu familiar conhecimento sobre fotografia para explicar o que as precárias imagens transmitiam. Uma desenvoltura impecável que, depois, se repetiu na transmissão da primeira posse de Barack Obama como presidente dos Estados Unidos (2009), quando Millena idealizou e coproduziu a presença de um especialista na bancada para ela entrevistar durante as 9 horas de cobertura. Realizações marcantes e importantes que aumentaram a confiança da diretoria da Band no trabalho dela. Veio então o convite para assumir os noticiários SP Acontece  e Primeiro Jornal.
Graduada em Jornalismo pela Faculdade Cásper Líbero, com pós-graduação em Marketing pela ESPM, MBA em Economia na Faap, Millena fez técnico de locução noticiarista no SENAC e curso livre de direção de fotografia para Cinema na OperaHaus. Chegou a trabalhar por uns anos como fotógrafa social, uma vocação que atravessa gerações na família. Sempre disposta a aprender e a aplicar conhecimento, inscreveu-se num projeto imersivo de 4 meses em Design Thinking do laboratório Echos, focado em ‘empatia’ e ‘criatividade’ e desenvolveu em grupo soluções para desafios reais na linha de esmalte da AVON, rapidamente implantadas pela empresa multinacional. Uma experiência tão positiva que resultou na criação do D3T: um think tank idealizado por ela e mais 3 amigos, com a adesão de dezenas de outros amigos que se encontram a cada 2 meses para debater os fatos do momento e criar soluções de problemas sociais ou empresariais. 
No Grupo Bandeirantes de Comunicação foi apresentadora do canal fechado BandNews, apresentadora do Primeiro Jornal e editora de notícias do Dia Dia, todos da Band. Também apresentou o TV Trânsito, SP Acontece e foi apresentadora de tempo do Jornal da Band, da qual era também apresentadora eventual e Boa Tarde.
É neta de Jason Alves Machado, correspondente da Folha de S.Paulo, o que, segundo ela, foi marcante para despertar a vocação. Antes de se tornar apresentadora do BandNews TV, passou pela área de reportagem por cinco anos. Fez dezenas de matérias de variedades, como comportamento, saúde e prestação de serviços. Também chegou a produzir e editar para veículos como: Rede 21, RedeTV!, IPCTV (emissora de TV que retransmite a Globo para o Japão) e para a Ordem dos Advogados do Brasil, na TV OAB.
Apresentou um telejornal pela primeira vez na RIT, o Jornal Toda Hora quando ainda terminava a faculdade. Antes de chegar à mídia televisiva, foi assessora de imprensa e passou algum tempo desenvolvendo projetos de conteúdo para a Internet, no Portal IG. Seu primeiro emprego foi no rádio, na Nativa FM. Depois foi repórter do programa A Casa é Sua de Clodovil Hernandes na Rede TV!. Posteriormente trabalhou no Grupo Bandeirantes e em março de 2011 fechou contrato com a Rede Globo, onde foi apresentadora do Auto Esporte. Em 05 de outubro de 2018, ela deixou o programa e posteriormente a Globo. Em 2020, voltou a RedeTV! para ser um dos apresentadores do Festival de Prêmios, bloco que sorteia produtos para assinantes do RedeTV! Plus. Em 11 de junho de 2021, assina contrato e passa a apresentar o RedeTV! News, principal telejornal da emissora a partir do dia 14. Em 25 de maio de 2022, é anunciado que Millena deixou a RedeTV! uma vez que ela não renovou seu contrato, já que ela não aceitou assumir o Leitura Dinâmica, em troca de deixar o RedeTV! News, que terá mudança de horário e apresentadores. No dia 31, Millena acertou seu retorno ao Grupo Band para ser uma das apresentadoras do Canal Empreender, novo canal que a emissora implantou, tendo o empreendedorismo como tema.
comandando os programas Você Quer Empreender e Jornal do Empreendor. Em 05 de julho, Millena deixou o canal e por consequência, o Grupo Band pela segunda vez.

## Filmografia
| Ano       | Título                 | Cargo         | Emissora          |
| --------- | ---------------------- | ------------- | ----------------- |
| 2002–2003 | Jornal Toda Hora       | Apresentadora | RIT               |
| 2004–2005 | A Casa É Sua           | Repórter      | RedeTV!           |
| 2006–2009 | Jornal BandNews        | Apresentadora | BandNews TV       |
| 2009      | TV Trânsito            | Apresentadora | Rede Bandeirantes |
| 2009–2010 | SP Acontece            | Apresentadora | Band São Paulo    |
| 2010–2011 | Primeiro Jornal        | Apresentadora | Rede Bandeirantes |
| 2011–2018 | Auto Esporte           | Apresentadora | TV Globo          |
| 2020      | Festival de Prêmios    | Apresentadora | RedeTV!           |
| 2021–2022 | RedeTV! News           | Apresentadora | RedeTV!           |
| 2023–2024 | Jornal do Empreendedor | Apresentadora | Canal Empreender  |
| 2023–2024 | Você Quer Empreender   | Apresentadora | Canal Empreender  |